# Абош, Хайнц
Хайнц Абош (нем. Heinz Abosch) (* 5 января 1918, Магдебург; † 1 марта 1997 Дюссельдорф) — немецко-еврейский писатель и журналист.

## Биография
В 1933 году Хайнц Абош и его семья бежали от национал-социалистов во Францию, где с 1935 года он изучал графику и живопись в Страсбургской художественной школе. В 1936 году он переехал в Париж, а в 1938 году — в Сен-Дье-де-Вож. Он стал членом французского Сопротивления в Гренобле и Лионе. Абош был интернирован в 1939 году и привлечён на принудительные работы в 1940 году. В 1941/42 годах зарабатывал на жизнь строителем и слесарем. В 1944 году был арестован [гестапо] и переведен в лионскую тюрьму пыток, которой руководил Клаус Барби. Ему удалось сбежать из депортационного поезда, который должен был доставить его оттуда в концлагерь.
После войны Абош был парижским корреспондентом Neue Vorwärts, Die Quelle и других профсоюзных газет. Он также писал для еженедельных и ежедневных газет на немецком языке, таких как Die Zeit и Neue Zürcher Zeitung. Его статьи печатались в журналах Frankfurter Hefte, Die Voice der Gemeinde, Blätter für German and international policy, Werkhefte Katholischer Laien, Les Temps Modernes. С 1960-х годов он жил как независимый журналист в Дюссельдорфе.
Абош выступал против антисемитизма, национализма и любых других подобных форм отсталости. В то же время его критика — особенно ярко выраженная в его более поздние годы — была направлена на преувеличенные утопии (Гегеля, якобинцев и планы строительства коммунизма). В своей книге 1993 года «Конец великих видений» он отстаивает в целом скептическое отношение к утопическим идеям и призывает «научиться быть скромными», отказаться от борьбы за золотого тельца в производстве и потреблении. Вместо этого он исследует необходимость «обретения значимого». В своей последней автобиографической работе под названием «Побег без возвращения домой» Хайнц Абош провозглашает: «В мире беспорядков дом — всего лишь абстракция».

## Работы (избранные)

### Авторские
- L’ Allemagne sans miracle: D’Hitler à Adenauer. Julliard, Paris 1960 (Германия без чудес: от Гитлера до Аденауэра).
- Vietnam. 1. La guerra sin fin. Editorial ZYX, Madrid 1967 (Вьетнам. 1. Бесконечная война).
- mit Ernesto Galli della Loggia und Serena Dinelli: La Germania in movimento. Editori Laterza, Bari 1969 (с Эрнесто Галли делла Лоджия (Ernesto Galli della Loggia) и Серена Динелли: Германия в движении).
- Antisemitismus in Russland: Eine Analyse und Dokumentation zum sowjetischen Antisemitismus. Melzer, Darmstadt 1972, ISBN 3-7874-0030-3 (Антисемитизм в России: анализ и документация по советскому антисемитизму).
- Trotzki Chronik. Daten zu Leben und Werk. Reihe Hanser, München 1973, ISBN 3-446-11788-1 (Троцкий хроника. Данные о жизни и работе).
- Trotzki und der Bolschewismus. edition etcetera, Basel 1975. Ullstein, Frankfurt am Main 1984, ISBN 3-548-35191-3 (Троцкий и большевизм).
- Jean Jaurès. Die vergebliche Hoffnung, Piper, München 1986, ISBN 3-492-05209-6 (Жан Жорес. Тщетная надежда).
- Trotzki zur Einführung. Junius, Hamburg 1990, ISBN 3-88506-853-2 (Троцкий. К введению).
- Simone Weil zur Einführung. Junius, Hamburg 1990, ISBN 3-88506-858-3 (Симона Вейль. К введению).
- Das Ende der grossen Visionen: Plädoyer für eine skeptische Kultur. Junius, Hamburg 1993, ISBN 3-88506-216-X (Конец великих видений: призыв к скептической культуре).
- Flucht ohne Heimkehr. Aus dem Leben eines Heimatlosen. Radius, Stuttgart 1997, ISBN 3-87173-113-7 (Побег без возвращения домой. Из жизни безродного).

### Переводы и редактирование
- Simone Weil: Unterdrückung und Freiheit. Politische Schriften. Übersetzt und mit einem Vorwort von Heinz Abosch. Rogner & Bernhard, München 1975, ISBN 3-8077-0033-1 (Симона Вейль: Угнетение и свобода. Политические сочинения).
- Simone Weil: Fabriktagebuch und andere Schriften zum Industriesystem. Übersetzt von Heinz Abosch. Suhrkamp, Frankfurt/Main 1978, ISBN 3-518-10940-5. (Симона Вейль: Фабричный дневник и другие записи об индустриальной системе).
- Als Hrsg.: Der israelisch-arabische Konflikt. Analysen führender arabischer und israelischer Historiker, Religionswissenschaftler, Politiker und Journalisten. Eine Dokumentation. Mit einer Einleitung des Herausgebers und einem Vorort von Jean-Paul Sartre. Melzer, Darmstadt 1969. (Редактирование: Израильско-арабский конфликт. Анализы ведущих арабских и израильских историков, религиоведов, политиков и журналистов).
- André Gorz: Abschied vom Proletariat: Jenseits des Sozialismus. Aus dem Französischen übersetzt von Heinz Abosch, Europäische Verlagsanstalt, Frankfurt/Main 1980, ISBN 3-434-00437-8 (Андре Горц: Прощай, пролетариат: за гранью социализма).